# Indé
Indé, uno dei 39 comuni in cui è diviso lo stato di Durango, in Messico,   è un comune e città del Messico, situato nello stato di Durango, si trova nel nord dello stato. Il capoluogo è il villaggio di Indé.